# Laguna de la Alberquilla
Laguna de la Alberquilla är en sjö i Spanien.   Den ligger i provinsen Provincia de Ciudad Real och regionen Kastilien-La Mancha, i den centrala delen av landet, 200 km söder om huvudstaden Madrid. Laguna de la Alberquilla ligger 862 meter över havet.